# Striptease
Pour les articles homonymes, voir Striptease (homonymie).

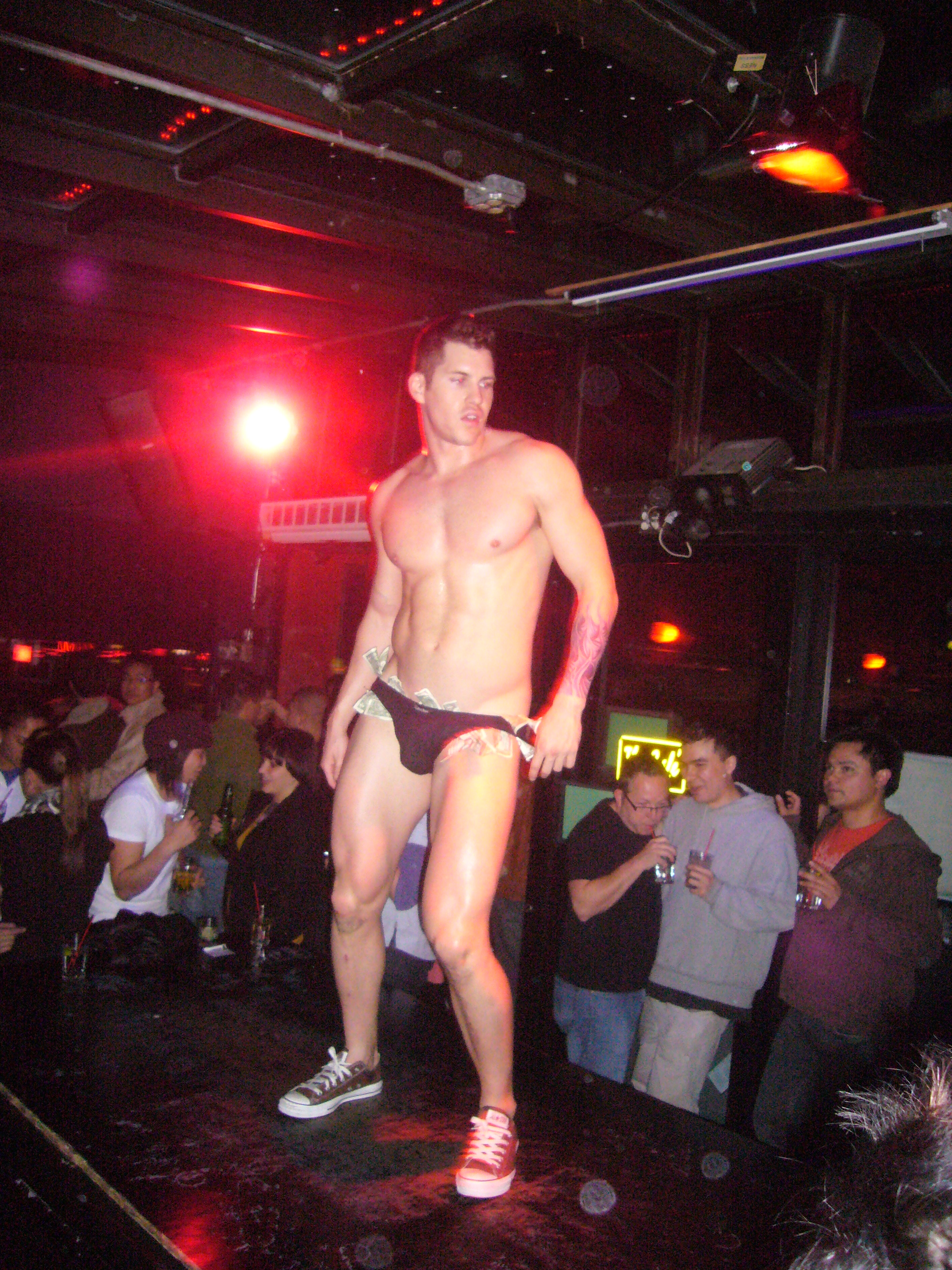
Un stripteaseur à San Francisco en 2009.

Le striptease (ou strip-tease avant les rectifications orthographiques de 1990), également appelé l'effeuillage, est un spectacle érotique généralement dansé, mettant en scène un danseur ou une danseuse, qui consiste à retirer progressivement ses vêtements pour finir dévêtu, voire nu. La danseuse est communément appelée « stripteaseuse » ou « effeuilleuse », les équivalents masculins « stripteaseur » ou « effeuilleur » étant utilisés pour un homme.
Le striptease évoque un déshabillage lent et sensuel, pouvant nécessiter l'aide d'un comparse ou faire appel au public, qui incite le danseur à retirer ses vêtements au fil du numéro.

## Dénominations
Le nom vient de l'anglais strip, « se déshabiller », et tease, « taquiner ». Son ancienne orthographe est strip-tease, mais il y a eu soudure dans les deux langues : en anglais parce que la banalisation de ce spectacle réclamait un mot à part entière, en français à cause d'une tendance à la soudure des mots à traits d'union (évolution encouragée par le rapport de 1990 sur les rectifications orthographiques).
L'équivalent en français est « effeuillage », par extension du sens originel du mot : « Opération consistant à supprimer le feuillage qui fait de l'ombre aux fruits, afin d'améliorer leur ensoleillement et de favoriser leur maturation ».
Ce dernier substantif donne le verbe « (s') effeuiller », alors qu'il n'existe pas de verbe correspondant à « striptease ». La personne effectuant un striptease est appelée stripteaseur, respectivement stripteaseuse, ou encore effeuilleur et effeuilleuse. Au Québec, les mots stripteaseur et stripteaseuse sont utilisés davantage.
Pour les hommes, on trouve aussi chippendale, utilisation générique du nom d'un groupe de stripteaseurs célèbres (antonomase).

## Historique

### Origines

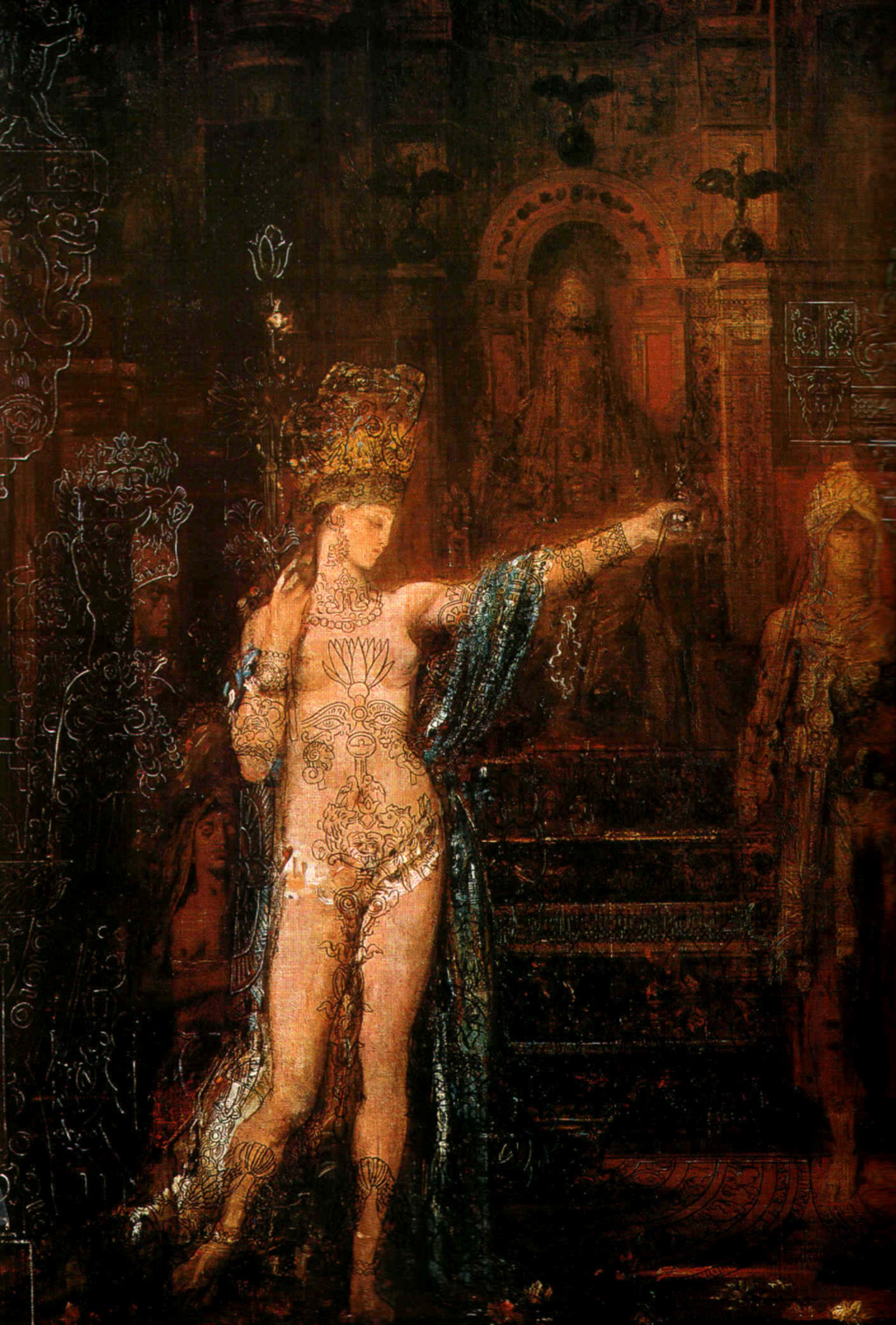
Salomé dansant devant Hérode par Gustave Moreau (1871).

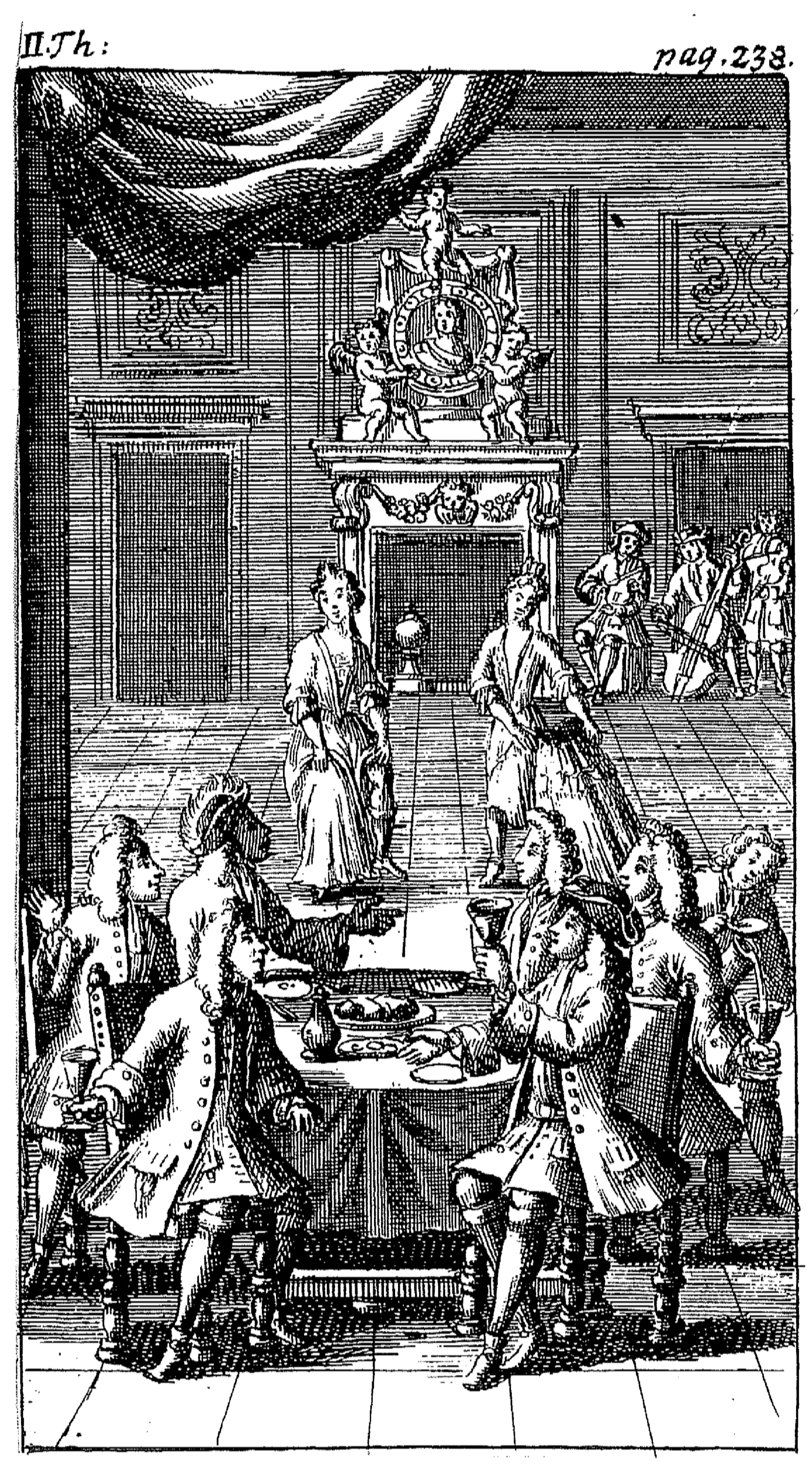
Une représentation d'un striptease datant de 1720, tirée d'une édition allemande illustrée de la guerre d'Espagne (1707).

Historiquement, on en rencontre dans l'Antiquité païenne. En revanche, c'est un canular, reproduit pourtant dans People's Almanac, que de croire que son origine moderne viendrait, autour de 1890 des gestes d'une femme tentant vainement de se débarrasser d'une puce.
Une origine parfois avancée pour le striptease moderne est le défilé des ateliers d'artistes fait pendant le bal des Quat'z'Arts en 1893, au Moulin Rouge.

### Tradition française
Des années 1880 aux années 1890, les spectacles parisiens tels que le Moulin-Rouge et les Folies Bergère deviennent les pionniers du striptease et des tableaux vivants. Dans cet environnement, des femmes dansaient tout en ôtant doucement leurs vêtements, dans le but de plonger les spectateurs dans une ambiance érotique.
Un des premiers spectacles publics payants, qui aurait comporté une scène consacrée spécifiquement au déshabillage c'est-à-dire où l'actrice tient le milieu de la scène, fut la revue Pourvu qu'on rigole donnée à Montmartre en 1890 au Divan japonais,,. Le premier striptease complet semble avoir été accompli, au Concert Lisbonne par Mademoiselle Blanche Cavelli qui y jouait Le Coucher d'Yvette (1894). Une limite était franchie et la mode, lancée.
En 1905, la danseuse néerlandaise Mata Hari, plus tard exécutée par les autorités françaises durant la Première Guerre mondiale, était l'une des meilleures danseuses du musée Guimet.
En 2002, naît la première école française d'effeuillage, cofondée par Violeta Carpentier, sous le nom d'ArtStrip School.

### New burlesque
Dans les années 1980, de nombreuses féministes détournent le strip-tease de ses codes, et fondent le new burlesque, pour lutter contre l'image du corps de la femme soumise aux canons de la minceur et de la chirurgie esthétique. Deux styles s'affrontent. Les spectacles à grand budget popularisés notamment par Dita von Teese ou Gentry de Paris, et une vision plus intimiste défendue entre autres par Miss Glitter Painkiller en France.

## Effeuilleurs et effeuilleuses célèbres

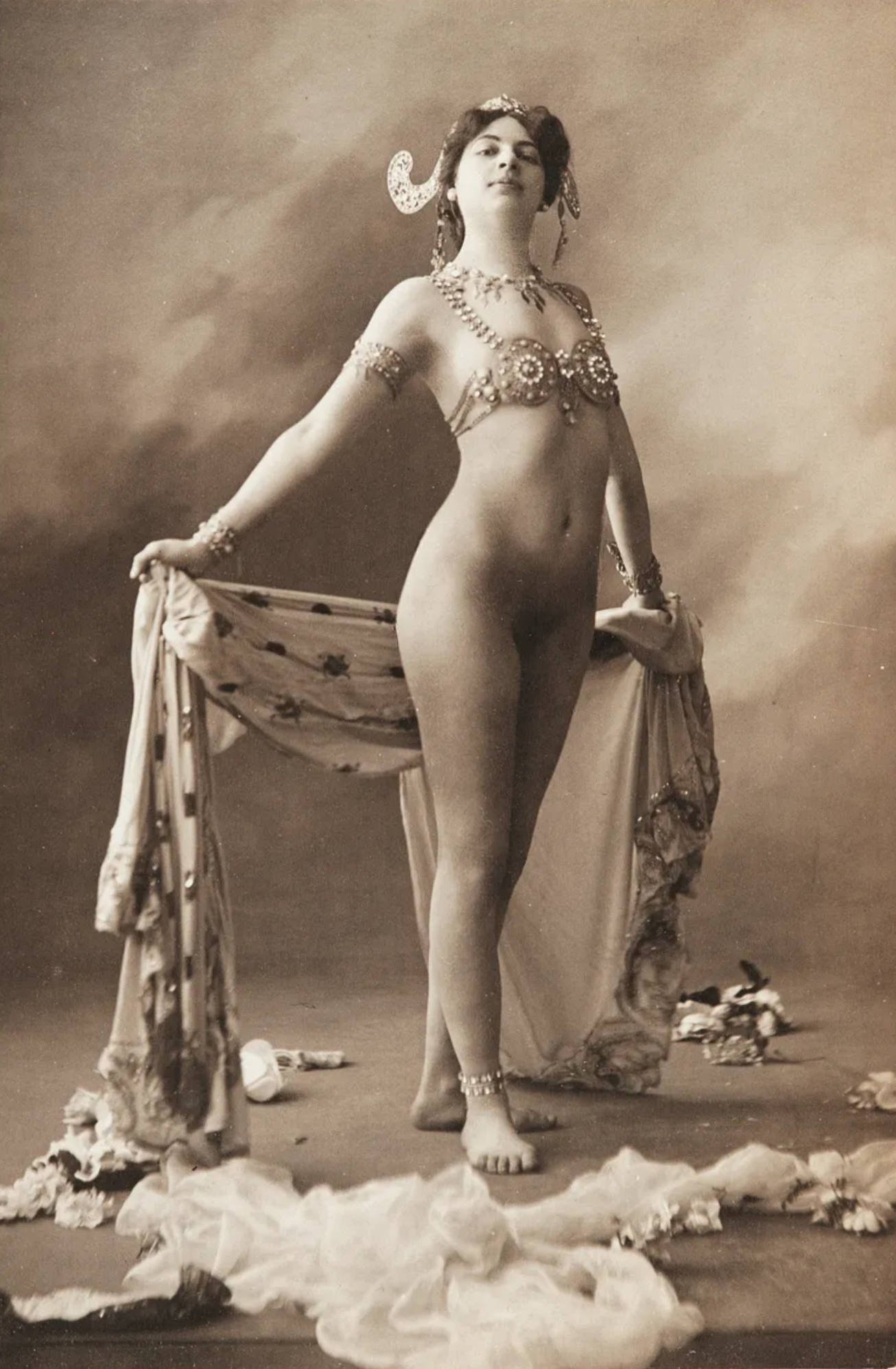
Mata Hari.

- Carol Doda
- Gypsy Rose Lee[12]
- Rita Renoir
- Lili St-Cyr
- Dita von Teese
- Brianna Frost Hogan
- Anna Nicole Smith
- les Chippendales

## Films traitant de striptease
- Gilda

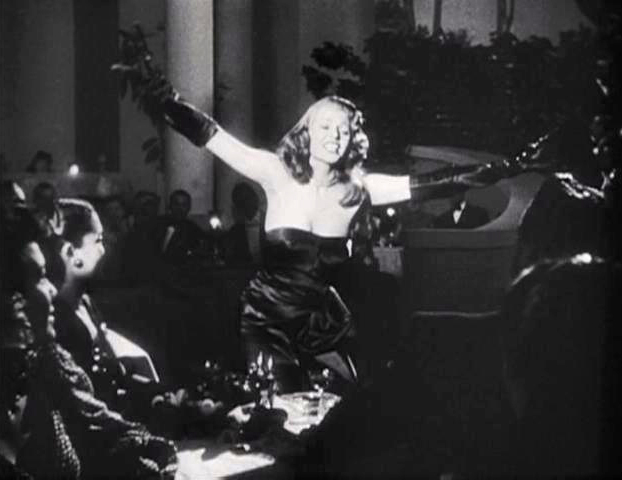
Rita Hayworth commence son striptease dans la bande-annonce de Gilda.

- Viva Maria ! où Jeanne Moreau et Brigitte Bardot « inventent » le striptease dans un saloon du Mexique après avoir constaté l'effet sur le public d'une robe arrachée accidentellement (l'action se passe à la fin du XIXe siècle).
- Hier, aujourd'hui et demain : le striptease de Sophia Loren devant Marcello Mastroianni.
- Le film 9 Semaines ½ d'Adrian Lyne avec Kim Basinger et Mickey Rourke, avec la chanson, You Can Leave Your Hat On
- Calendar Girls
- The Full Monty
- Showgirls
- Magic Mike
- Magic Mike XXL
- Dans la série Les Soprano, le club de striptease Le Bada Bing, où se retrouvent les mafieux, présente en permanence des stripteaseuses évoluant sur une barre verticale.
- Un striptease parodique, à la musique volontairement anachronique par rapport à l'époque du film, exécuté par Alice Sapritch dans La Folie des grandeurs.